# Bryophryne hanssaueri
Bryophryne hanssaueri is een kikker uit de familie Strabomantidae. De soort werd voor het eerst wetenschappelijk gepubliceerd door Edgar Lehr en Alessandro Catenazzi in 2009.
De soort komt endemisch voor in Abra Acjanaco, gelegen in het uiterst zuiden van Manu National Park in Peru.